# Сале (Пескара)
Сале (итал. Salle) је насеље у Италији у округу Пескара, региону Абруцо.
Према процени из 2011. у насељу је живело 311 становника. Насеље се налази на надморској висини од 471 м.

## Становништво
Према резултатима пописа становништва 2011. у општини је живело 317 становника.
| 1931. | 1936. | 1951. | 1961. | 1971. | 1981. | 1991. | 2001. | 2011. |
| ----- | ----- | ----- | ----- | ----- | ----- | ----- | ----- | ----- |
| 1.159 | 1.177 | 1.117 | 802   | 450   | 426   | 414   | 312   | 317   |